# Americana Challenger 1991
L'Americana Challenger 1991 è stato un torneo di tennis facente parte della categoria ATP Challenger Series nell'ambito dell'ATP Challenger Series 1991. Il torneo si è giocato a Americana in Brasile dal 18 al 24 febbraio 1991 su campi in cemento.

## Vincitori

### Singolare
Shūzō Matsuoka ha battuto in finale  Rodolphe Gilbert con il punteggio di 6–4, 4–6, 6–1

### Doppio
Alexandre Hocevar /  Marcos Hocevar hanno battuto in finale  José Daher /  Fernando Roese con il punteggio di 7–6, 6–4